# DJ Dado
DJ Dado (geboren Flavio Daddato, 6 januari 1967, Milaan) is een Italiaans diskjockey en muziekproducent van Kroatische afkomst, die met name bekend is vanwege zijn remix van Mark Snows theme voor X-Files. Hij produceerde eurodance en progressive house gedurende 10 jaar (1994-2004) en deed vele remixes voor andere artiesten zoals Boy George, Jean-Michel Jarre en de Italiaanse zangeres Alexia.

## Discografie

### Albums
- 1995 The Films Collection
- 1996 The Albumm
- 1998 Greatest Hits & Future Bits
- 1999 Greatest Themes '99

### Singles
- 1994 The Same
- 1994 Check It Up (met Nando Vanelli)
- 1995 Face It
- 1996 X-Files
- 1996 Metropolis - The Legend Of Babel
- 1996 Mission Impossible
- 1996 Dreamscape
- 1997 Revenge
- 1997 Coming Back
- 1997 Millennium (DJ Dado & Dirty Mind)
- 1997 Shine On You Crazy Diamond (DJ Dado presents DD Pink)
- 1998 Give Me Love (DJ Dado vs. Michelle Weeks)
- 1998 Ready Or Not (DJ Dado & Simone Jay)
- 1998 Give Me Love, Part Two
- 1999 Forever (DJ Dado feat. Michelle Weeks)
- 1999 One & Only (DJ Dado & Nina)
- 2000 Where Are You (DJ Dado feat.Nu-B-Ja)
- 2001 You And Me (DJ Dado feat.J White)
- 2002 X-Files Theme 2002 (DJ Dado Vs Light)
- 2004 Theme From The Warriors (DJ Dado feat.Dr FeelX)
- 2014 "No More Rain"

### Mixed compilaties
- 1996 Odyssey One Compilation'